# Masato Tanaka
Masato Tanaka (田中 正人, nome no ringue: 田中 将斗, Tanaka Masato, Wakayama, 28 de fevereiro de 1973) é um lutador profissional japonês, mais conhecido pelas suas aparições na Extreme Championship Wrestling, onde conquistou por o ECW World Heavyweight Championship por uma vez. Tanaka passou também pela conhecida Frontier Martial-Arts Wrestling. Atualmente luta nas promoções Pro Wrestling Noah e Pro Wrestling Zero1 na sua terra natal.